# 明日之歌
《明日之歌》為一部于1967年上映之怀旧邵氏电影，主要是由邵氏電影公司出品，陶秦執導；顧嘉煇擔任作曲工作，凌波、喬莊及金汉主演。
同名主題曲《明日之歌》由顧嘉煇作、編曲；陶秦（以筆名沈華發行）作詞，主要是分為獨唱和合唱版本，原唱者為靜婷；以及靜婷与江宏。